# Französische Rugby-Union-Meisterschaft 1923/24
Die Saison 1923/24 war die 28. Austragung der französischen Rugby-Union-Meisterschaft (französisch Championnat de France de rugby à XV). Sie umfasste 30 Mannschaften in der ersten Division (heutige Top 14).
Nach einer regionalen Qualifikation begann die Meisterschaft mit der ersten Gruppenphase, bei der in sechs Gruppen je fünf Mannschaften aufeinander trafen. Jeweils die Erst- und Zweitplatzierten qualifizierten sich für die zweite Gruppenphase. Diese umfasste vier Dreiergruppen, wobei jeweils die beste Mannschaft ins Halbfinale einzog. Im Endspiel, das am 27. April 1924 im Parc Lescure in Bordeaux stattfand, trafen die beiden Halbfinalsieger aufeinander und spielten um den Bouclier de Brennus. Dabei setzte sich Stade Toulousain gegen die US Perpignan durch und errang zum vierten Mal den Meistertitel.

## Erste Gruppenphase
|    | Team             | Siege | Unent. | Ndlg. | Spiel- punkte | Diff. | Tabellen- punkte |
| -- | ---------------- | ----- | ------ | ----- | ------------- | ----- | ---------------- |
| 1. | Stade Toulousain | 3     | 1      | 0     | 49:6          | + 43  | 11               |
| 2. | AS Béziers       | 3     | 1      | 0     | 51:11         | + 40  | 11               |
| 3. | SO Avignon       | 2     | 0      | 2     | 18:37         | − 19  | 8                |
| 4. | US Cognac        | 1     | 0      | 3     | 20:42         | − 22  | 6                |
| 5. | Stade Hendayais  | 0     | 0      | 4     | 0:42          | − 42  | 4                |

|    | Team             | Siege | Unent. | Ndlg. | Spiel- punkte | Diff. | Tabellen- punkte |
| -- | ---------------- | ----- | ------ | ----- | ------------- | ----- | ---------------- |
| 1. | Aviron Bayonnais | 3     | 0      | 1     | 61:14         | + 47  | 10               |
| 2. | RC Narbonne      | 3     | 0      | 1     | 38:10         | + 28  | 10               |
| 3. | FC Grenoble      | 2     | 0      | 2     | 34:25         | + 9   | 8                |
| 4. | CA Périgueux     | 2     | 0      | 2     | 41:60         | − 19  | 8                |
| 5. | RC Chalon        | 0     | 0      | 4     | 6:71          | − 65  | 4                |

|    | Team                  | Siege | Unent. | Ndlg. | Spiel- punkte | Diff. | Tabellen- punkte |
| -- | --------------------- | ----- | ------ | ----- | ------------- | ----- | ---------------- |
| 1. | Racing Club de France | 3     | 1      | 0     | 46:6          | + 40  | 11               |
| 2. | SC Albi               | 3     | 1      | 0     | 24:14         | + 10  | 11               |
| 3. | FC Lézignan           | 2     | 0      | 2     | 12:25         | − 13  | 8                |
| 4. | Section Paloise       | 1     | 0      | 3     | 14:22         | − 8   | 6                |
| 5. | Stade Poitevin        | 0     | 0      | 4     | 3:32          | − 29  | 4                |

|    | Team               | Siege | Unent. | Ndlg. | Spiel- punkte | Diff. | Tabellen- punkte |
| -- | ------------------ | ----- | ------ | ----- | ------------- | ----- | ---------------- |
| 1. | US Carcassonne     | 3     | 0      | 1     | 9:5           | + 4   | 10               |
| 2. | FC Lourdes         | 2     | 1      | 1     | 33:6          | + 27  | 9                |
| 3. | AS Bayonne         | 2     | 1      | 1     | 18:11         | + 7   | 9                |
| 4. | Red Star Olympique | 2     | 0      | 2     | 14:24         | − 10  | 8                |
| 5. | Stade Bordelais    | 0     | 0      | 4     | 0:28          | − 28  | 4                |

|    | Team         | Siege | Unent. | Ndlg. | Spiel- punkte | Diff. | Tabellen- punkte |
| -- | ------------ | ----- | ------ | ----- | ------------- | ----- | ---------------- |
| 1. | CA Bègles    | 3     | 1      | 0     | 25:12         | + 13  | 11               |
| 2. | US Perpignan | 2     | 1      | 1     | 25:14         | + 11  | 9                |
| 3. | TOEC         | 1     | 2      | 1     | 12:12         | ± 0   | 8                |
| 4. | RC Toulon    | 1     | 1      | 2     | 23:17         | + 6   | 7                |
| 5. | AS Soustons  | 0     | 1      | 3     | 0:30          | − 30  | 5                |

|    | Team               | Siege | Unent. | Ndlg. | Spiel- punkte | Diff. | Tabellen- punkte |
| -- | ------------------ | ----- | ------ | ----- | ------------- | ----- | ---------------- |
| 1. | Stadoceste Tarbais | 3     | 1      | 0     | 40:6          | + 34  | 11               |
| 2. | Biarritz Olympique | 3     | 0      | 1     | 25:16         | + 9   | 10               |
| 3. | Stade Français     | 2     | 0      | 2     | 18:22         | − 4   | 8                |
| 4. | SA Bordeaux        | 1     | 0      | 3     | 12:32         | − 20  | 6                |
| 5. | SU Agen            | 0     | 1      | 3     | 6:25          | − 19  | 5                |

## Zweite Gruppenphase

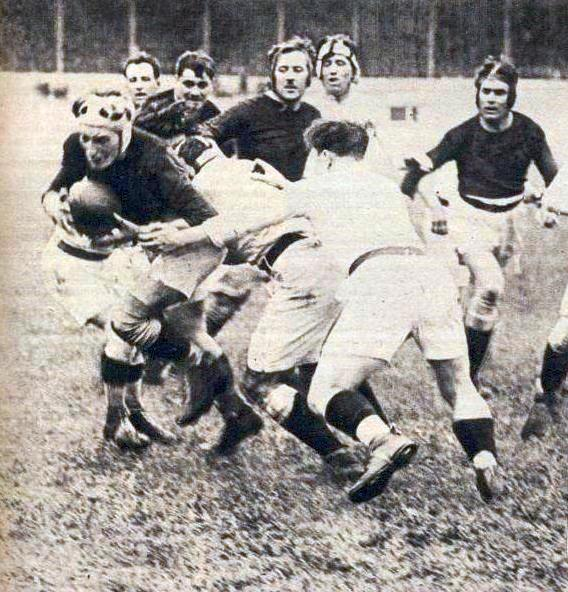
Spielszene im Finale

|    | Team             | Siege | Unent. | Ndlg. | Spiel- punkte | Diff. | Tabellen- punkte |
| -- | ---------------- | ----- | ------ | ----- | ------------- | ----- | ---------------- |
| 1. | Stade Toulousain | 2     | 0      | 0     | 26:3          | + 23  | 6                |
| 2. | RC Narbonne      | 1     | 0      | 1     | 8:15          | − 7   | 4                |
| 3. | FC Lourdes       | 0     | 0      | 2     | 9:25          | − 16  | 2                |

|    | Team             | Siege | Unent. | Ndlg. | Spiel- punkte | Diff. | Tabellen- punkte |
| -- | ---------------- | ----- | ------ | ----- | ------------- | ----- | ---------------- |
| 1. | US Perpignan     | 2     | 0      | 0     | 26:6          | + 20  | 6                |
| 2. | SC Albi          | 0     | 1      | 1     | 6:14          | − 8   | 3                |
| 3. | Aviron Bayonnais | 0     | 1      | 1     | 6:18          | − 12  | 3                |

|    | Team               | Siege | Unent. | Ndlg. | Spiel- punkte | Diff. | Tabellen- punkte |
| -- | ------------------ | ----- | ------ | ----- | ------------- | ----- | ---------------- |
| 1. | AS Béziers         | 2     | 0      | 0     | 17:5          | + 12  | 6                |
| 2. | Biarritz Olympique | 0     | 1      | 1     | 0:11          | − 11  | 3                |
| 3. | CA Bègles          | 0     | 1      | 1     | 5:6           | − 1   | 3                |

|    | Team                  | Siege | Unent. | Ndlg. | Spiel- punkte | Diff. | Tabellen- punkte |
| -- | --------------------- | ----- | ------ | ----- | ------------- | ----- | ---------------- |
| 1. | Stadoceste Tarbais    | 2     | 0      | 0     | 9:6           | + 3   | 6                |
| 2. | US Carcassonne        | 1     | 0      | 1     | 14:13         | + 1   | 4                |
| 3. | Racing Club de France | 0     | 0      | 2     | 11:15         | − 4   | 2                |

## Finalphase

### Halbfinale
| Datum         | Begegnung                         | Ergebnis |
| ------------- | --------------------------------- | -------- |
| 6. Apr. 1924  | Stade Toulousain – AS Béziers     | 03:0     |
| 13. Apr. 1924 | US Perpignan – Stadoceste Tarbais | 12:0     |

### Finale
| 27. April 1924 | Stade Toulousain | 3 : 0         | US Perpignan | Parc Lescure, Bordeaux Zuschauer: 20.000 Schiedsrichter: Henri Lahitte |
| 27. April 1924 | Versuche: Serres | (3:0) Bericht |              | Parc Lescure, Bordeaux Zuschauer: 20.000 Schiedsrichter: Henri Lahitte |

Aufstellungen
Stade Toulousain: Georges Allène, Jean Bayard, Bernard Bergès, Alex Bioussa, François Borde, Jean Borde, Marcel Camel, Henri Galau, Jean Larrieu, Marcel-Frédéric Lubin-Lebrère, André Maury, André Pepion, Léon Nougal, Yvan Saverne, Gabriel Serres
US Perpignan: Marcel Baillette, Ernest Camo, Jean Carbonne, Étienne Cayrol, Marcel Darné, Fernand Duron, Raoul Got, Gaudérique Momtassié, Camille Montadé, Roger Ramis, Eugène Ribère, Joseph Sayrou, Noël Sicart, René Tabès, Charles Vergès